# Pyrenula subferruginea
Pyrenula subferruginea är en lavart som först beskrevs av Malme, och fick sitt nu gällande namn av R. C. Harris. Pyrenula subferruginea ingår i släktet Pyrenula och familjen Pyrenulaceae.   Inga underarter finns listade i Catalogue of Life.